# Johann Caspar Nägeli
Johann Caspar Nägeli (* 3. September 1696 in Zürich; † 1742 ebenda) war ein Schweizer Pfarrer und Agronom. Er war der Vater des Pfarrers Hans Jakob Nägeli und der Grossvater des Pfarrers Hans Konrad Nägeli sowie des Komponisten Hans Georg Nägeli.
Nägeli studierte in Zürich Theologie und wurde 1721 ordiniert. Nach einigen Vikariatsjahren wurde er 1730 zum Pfarrer in Bubikon ernannt. 1738 wechselte er nach Fischenthal; nach vier Amtsjahren starb er im Alter von 46 Jahren.
Nägeli wurde insbesondere für seine Schrift Des Lehrnsbegierigen und Andächtigen Landmanns Getreuer Wegweiser (1738 in Zürich publiziert) bekannt, die als frühes Zeugnis der entstehenden Volksaufklärung gilt. Das Buch wurde 1992 in Stuttgart als Neudruck aufgelegt.